# Ramanella obscura
Ramanella obscura é uma espécie de anfíbio da família Microhylidae.
É endémica do Sri Lanka.
Os seus habitats naturais são: florestas subtropicais ou tropicais húmidas de baixa altitude, regiões subtropicais ou tropicais húmidas de alta altitude, marismas de água doce, marismas intermitentes de água doce, jardins rurais e florestas secundárias altamente degradadas.